# Turbo (album de Judas Priest)
Albums de Judas Priest
Defenders of the Faith
(1984) Priest... Live!
(1987)
Singles
1. Turbo Lover
Sortie : avril 1986
2. Locked In
Sortie : mai 1986
3. Parental Guidance
Sortie : 1986

Turbo est le dixième album studio du groupe de heavy metal anglais Judas Priest. Il est sorti le 14 avril 1986 sur le label CBS Records en Europe et Columbia Records en Amérique du Nord et fut produit par Tom Allom. L'album contient le classique Turbo Lover.

## Historique
L'album fut enregistré à Compass Point Studios à Nassau (Bahamas) et mixé en janvier et février 1986 à Record Plant Studios à Los Angeles (Californie).
Cet album diffère des précédents avec l'arrivée pour certains morceaux d'une guitare synthé. Certains reprochent au groupe d'avoir pris un tournant plus commercial avec cet album, surtout à cause du côté kitch de certaines chansons et l'orientation plus grand public de ce disque déplaît aux fans les plus endurcis.
C'est la première fois que le groupe a eu suffisamment de chansons pour pouvoir proposer un double album, qui aurait dû s'appeler Twin Turbos. La majorité de ces morceaux laissés de côté furent utilisés en guise de bonus pour les remasters. On peut citer All Fired Up, Red, White and Blue, Prisoner of Your Eyes, Heart of a Lion, Fire Burns Below… tandis que d'autres idées non retenues, comme Blood Red Skies, apparurent sur Ram It Down en 1988. Rob Halford enregistra en solo deux titres, Prisoner of Your Eyes et Heart of a Lion, qui apparaissent sur son double album Live Insurrection. Heart of a Lion a été offert à Racer X à l'époque.
Turbo est le premier album de heavy metal enregistré en numérique. Paramount Pictures était intéressé pour faire figurer Reckless sur la bande originale du film Top Gun à condition que ce titre ne soit pas publié sur un autre support. Le groupe refusera cette opportunité. Selon les versions les musiciens tenaient à le garder pour cet album, ou ont du y renoncer car les exemplaires de Turbo avaient déjà été pressés.
Cet album se classa à la 17e place du Billboard 200 aux États-Unis et à la 33e place des charts britanniques. Il sera certifié disque de platine aux États-Unis et au Canada.

## Liste des titres
- Tous les titres sont signés par  K. K. Downing, Glenn Tipton et Rob Halford sauf indications.

### Album original
Face 1
1. Turbo Lover – 5:33
2. Locked In – 4:19
3. Private Property – 4:29
4. Parental Guidance – 3:25
5. Rock You All Around the World – 3:37

Face 2
1. Wild Nights, Hot & Crazy Days – 4:39
2. Hot for Love – 4:12
3. Reckless – 4:17

Titres bonus de la réédition 2001
1. Locked In (live) - 4:24

### Turbo 30
- Les deux cd bonus ont été enregistrés pendant la tournée Fuel for Life tour à Kansas City, le 22 mai 1986.

Cd 2 bonus de l'édition 30th Anniversary Edition
1. Out In The Cold - 6:35
2. Locked In - 4:21
3. Heading Out To The Highway - 4:53
4. Metal Gods - 4:03
5. Breaking The Law - 2:43
6. Love Bites - 5:19
7. Some Heads Are Gonna Roll (Robert Halligan Jr.) - 4:25
8. The Sentinel - 5:02
9. Private Property - 5:11
10. Desert Plains - 4:55
11. Rock You All Around The World - 5:02

Cd 3 bonus de l'édition 30th Anniversary Edition
1. The Hellion - 0:40
2. Electric Eye - 3:37
3. Turbo Lover - 6:03
4. Freewheel Burning - 5:03
5. Victim Of Changes (Al Atkins, Halford, Downing, Tipton) - 8:55
6. The Green Manalishi (With The Two-Pronged Crown) (Peter Green) - 5:19
7. Living After Midnight - 4:35
8. You've Got Another Thing Coming - 9:01
9. Hell Bent For Leather - 5:53

## Musiciens
- Rob Halford : chant
- K. K. Downing : guitare rythmique et solo, guitar synthesizer
- Glenn Tipton : guitare rythmique et solo, guitar synthesizer
- Ian Hill : basse
- Dave Holland : batterie

## Charts
| Pays         | Durée du classement | Meilleur classement |
| ------------ | ------------------- | ------------------- |
| Allemagne    | 13 semaines         | 28e                 |
| Autriche     | 1 semaine           | 51e                 |
| Belgique (W) | 5 semaines          | 76e                 |
| Belgique (V) | 2 semaines          | 108e                |
| Canada       | 25 semaines         | 37e                 |
| Espagne      | 2 semaines          | 73e                 |
| États-Unis   | 36 semaines         | 17e                 |
| France       | 1 semaine           | 162e                |
| Norvège      | 5 semaines          | 13e                 |
| Pays-Bas     | 1 semaine           | 57e                 |
| Royaume-Uni  | 4 semaines          | 33e                 |
| Suède        | 6 semaines          | 10e                 |
| Suisse       | 2 semaines          | 26e                 |

| Pays       | Certification | Ventes      | Date       |
| ---------- | ------------- | ----------- | ---------- |
| Canada     | Platine       | 100 000 +   | 30/04/1987 |
| États-Unis | Platine       | 1 000 000 + | 24/07/1989 |

### Singles
| Année | Single      | Chart                  | Durée du classement | Position |
| ----- | ----------- | ---------------------- | ------------------- | -------- |
| 1986  | Locked In   | Mainstream Rock Tracks | 9 semaines          | 25e      |
| 1986  | Turbo Lover | Mainstream Rock Tracks | 4 semaines          | 44e      |
| 1986  | Turbo Lover | RPM Top Singles        | 1 semaine           | 50e      |